# Радошево
Радошево је насеље у Србији у општини Ариље у Златиборском округу. Према попису из 2022. било је 219 становника. У насељу се налази осморазредна школа као издвојено одељење ОШ „Ратко Јовановић” из Крушчице.

## Историја
Село се пре Другог светског рата звало Чичкова, а после рата је понело назив Радошево у спомен на народног хероја и пушкомитраљезца Друге чете Првог батаљона Друге пролетерске бригаде Радоша Бојовића (1919-1943), који је рођен у овом селу.

## Демографија
У насељу Радошево живи 322 пунолетна становника, а просечна старост становништва износи 45,6 година (41,8 код мушкараца и 49,8 код жена). У насељу има 123 домаћинства, а просечан број чланова по домаћинству је 3,01.
Ово насеље је скоро у целости насељено Србима (према попису из 2002. године), а у последња три пописа, примећен је пад у броју становника.
|  |

| Демографија | Демографија | Демографија |
| Година      | Становника  | Становника  |
| ----------- | ----------- | ----------- |
| 1948.       | 753         |             |
| 1953.       | 813         |             |
| 1961.       | 799         |             |
| 1971.       | 711         |             |
| 1981.       | 590         |             |
| 1991.       | 503         | 498         |
| 2002.       | 370         | 373         |

| Етнички састав према попису из 2002.‍ | Етнички састав према попису из 2002.‍ | Етнички састав према попису из 2002.‍ | Етнички састав према попису из 2002.‍ | Етнички састав према попису из 2002.‍ |
| ------------------------------------ | ------------------------------------ | ------------------------------------ | ------------------------------------ | ------------------------------------ |
|                                      |                                      |                                      |                                      |                                      |
| Срби                                 | Срби                                 |                                      | 369                                  | 99,72%                               |
| Мађари                               | Мађари                               |                                      | 1                                    | 0,27%                                |
| непознато                            | непознато                            |                                      | 0                                    | 0,0%                                 |

| Година пописа     | 1948. | 1953. | 1961. | 1971. | 1981. | 1991. | 2002. |
| ----------------- | ----- | ----- | ----- | ----- | ----- | ----- | ----- |
| Број домаћинстава | 141   | 140   | 155   | 145   | 137   | 134   | 123   |

| Број чланова      | 1  | 2  | 3  | 4  | 5  | 6 | 7 | 8 | 9 | 10 и више | Просек |
| ----------------- | -- | -- | -- | -- | -- | - | - | - | - | --------- | ------ |
| Број домаћинстава | 29 | 33 | 23 | 11 | 13 | 7 | 4 | 0 | 3 | 0         | 3,01   |

| Пол    | Укупно | Неожењен/Неудата | Ожењен/Удата | Удовац/Удовица | Разведен/Разведена | Непознато |
| ------ | ------ | ---------------- | ------------ | -------------- | ------------------ | --------- |
| Мушки  | 170    | 52               | 102          | 13             | 3                  | 0         |
| Женски | 162    | 15               | 101          | 44             | 1                  | 1         |
| УКУПНО | 332    | 67               | 203          | 57             | 4                  | 1         |

| Пол    | Укупно                    | Пољопривреда, лов и шумарство | Рибарство                            | Вађење руде и камена | Прерађивачка индустрија       |
| ------ | ------------------------- | ----------------------------- | ------------------------------------ | -------------------- | ----------------------------- |
| Мушки  | 136                       | 115                           | 0                                    | 0                    | 11                            |
| Женски | 77                        | 67                            | 0                                    | 0                    | 5                             |
| УКУПНО | 213                       | 182                           | 0                                    | 0                    | 16                            |
| Пол    | Производња и снабдевање   | Грађевинарство                | Трговина                             | Хотели и ресторани   | Саобраћај, складиштење и везе |
| Мушки  | 0                         | 5                             | 3                                    | 1                    | 0                             |
| Женски | 0                         | 0                             | 2                                    | 3                    | 0                             |
| УКУПНО | 0                         | 5                             | 5                                    | 4                    | 0                             |
| Пол    | Финансијско посредовање   | Некретнине                    | Државна управа и одбрана             | Образовање           | Здравствени и социјални рад   |
| Мушки  | 0                         | 0                             | 0                                    | 1                    | 0                             |
| Женски | 0                         | 0                             | 0                                    | 0                    | 0                             |
| УКУПНО | 0                         | 0                             | 0                                    | 1                    | 0                             |
| Пол    | Остале услужне активности | Приватна домаћинства          | Екстериторијалне организације и тела | Непознато            | Непознато                     |
| Мушки  | 0                         | 0                             | 0                                    | 0                    | 0                             |
| Женски | 0                         | 0                             | 0                                    | 0                    | 0                             |
| УКУПНО | 0                         | 0                             | 0                                    | 0                    | 0                             |